# Ichneumon provectus
Ichneumon provectus là một loài tò vò trong họ Ichneumonidae.